# Trepadella saxàtil
La trepadella saxàtil (Onobrychis saxatilis), és una trepadella silvestre, que és espontània a l'est de la península Ibèrica, la costa del Mediterrani francès i una franja de l'interior del Marroc.
Es diferencia d'altres trepadelles per ser una planta perenne, tenir els fruits sense agullons, la corol·la groguenca amb estries vermelloses i no tenir pràcticament tija. Els folíols són oblongo-linears, aguts i mucronats. Fa de 10 a 40 cm d'alt i floreix d'abril a juliol. Viu fins als 1.500 metres d'altitud al País Valencià i Catalunya, manca a les illes Balears.
El seu hàbitat és la brolla calcària, especialment en les contrades mediterrànies continentals.